# 大明混一图

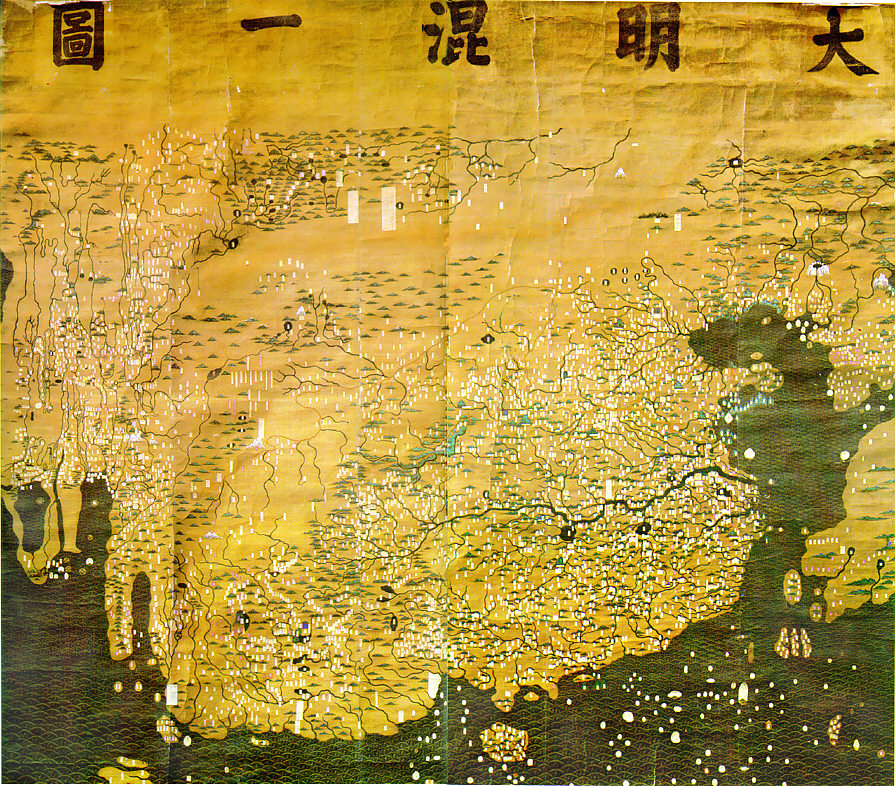
大明混一图

大明混一图，是一幅中国明朝時期的世界地图。该地图尺寸为386乘456厘米，最初利用文言文标注地名，清代時再加上满语标注。
虽然地圖的創作日期还不清楚（有说是1389年，因为地图上反映的正是洪武二十二年的政区），不過它是东亚地區现存最古老的世界地图之一。中国在地圖中央、地圖北至蒙古高原、南至爪哇岛、东至日本、西至欧洲和非洲。

## 參看
- 蒙古山水地圖
- 混一疆理歷代國都之圖